# イタリアンアイス
イタリアンアイス（Italian ice）は、果物（濃縮果汁、果汁、ピューレから作られることが多い）や、 シャーベットに似たその他の天然または人工食品の風味づけがなされた、甘くて細かく砕かれた冷菓である。その発祥地たるイタリアのほか、アメリカでも広く食されている。 
イタリアンアイスは、 シャーベットコーンやスノーコーンに類似しているが、 乳製品や卵の成分が含まれていないという点で、アメリカ風のシャーベットとは異なる。これは、シチリアのグラニテ を発祥とするものであり、 イタリアの移民が米国に持ち込んだデザートに由来する。
一般的な味つけとしてはレモンやチェリー、オレンジ、スイカ、ブルーラズベリー、マンゴー、イチゴ、ブラックベリーなどを始めとして、多岐にわたる。 
フィラデルフィア大都市圏 （デラウェア・バレーやサウスジャージーを中枢都市とする）では、ウォーターアイスとして知られている。 イタリアンアイスのように、ウォーターアイスも同様にイタリア系移民によってフィラデルフィアにもたらされた。 フィラデルフィア地域の「ウォーターアイス」は、ほぼイタリアンアイスと同義である。 

## 栄養価
果実または果汁を原料とする場合を除き、イタリアンアイスは米国の法律で栄養価が最小限の食品と位置付けられている。 